# Rolls-Royce BR700
Rolls-Royce BR700 je serie dvouproudových motorů, které pohání regionální dopravní letouny a business jety. Vyvinuty byly společnostmi BMW a Rolls-Royce plc skrz joint venture BMW Rolls-Royce AeroEngines GmbH, založenou v roce 1990. První rozběh motoru BR710 proběhl v roce 1995  a výroba probíhá ve městě Dahlewitz v Německu. Rolls-Royce převzal nad společností plnou kontrolu v roce 2000 a teď je známá jako Rolls-Royce Deutschland. Vojenské označení serie těchto motorů je F130.

## Varianty
BR700-710A1-10
Varianta o vzletovém tahu 65,6 kN a maximálním průměru 1820 mm.
BR700-710A2-20
Varianta o vzletovém tahu 65,6 kN a maximálním průměru 1820 mm.
BR700-710B3-40
Varianta o vzletovém tahu 69 kN pro letoun BAE Systems Nimrod MRA4.
BR700-710C4-11
Varianta o vzletovém tahu 68,4 kN a maximálním průměru 1785 mm.
BR700-715A1-30
Varianta o vzletovém tahu 83,23 kN (18 500 lbf) takeoff rating for Boeing 717-200 basic gross weight variants.
BR700-715B1-30
Varianta o vzletovém tahu 89,68 kN (20 000 lbf).
BR700-715C1-30
Varianta o vzletovém tahu 95,33kN (21 000 lbf) pro těžké verze letounu Boeing 717-200.
BR700-725A1-12
Varianta with o vzletovém tahu 71,6 kN .
Tah motoru BR715 lze nastavovat pomocí systému FADEC, čímž nemusí docházet k výměnám motorů.

## Specifikace

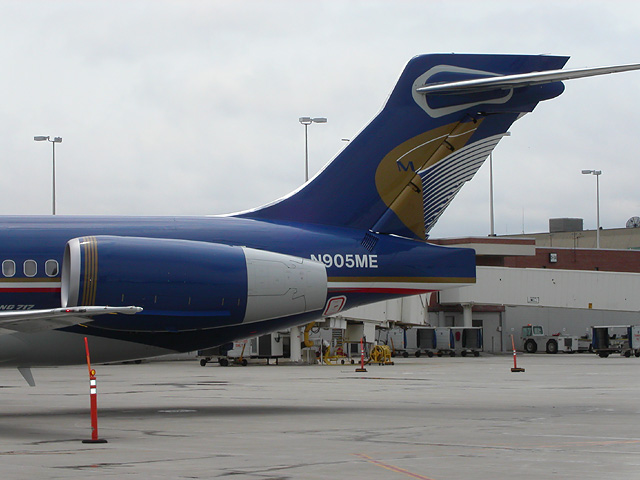
BR715 na letounu Boeing 717

| Model                  | BR700-710A1/A2/C4                 | BR700-715                                | BR700-725A1                       | BR700-710D5-21 (Pearl)            |
| ---------------------- | --------------------------------- | ---------------------------------------- | --------------------------------- | --------------------------------- |
| Konfigurace            | 1 dmychadlo, 10 HPC, 2 HPT, 2 LPT | 1 dmychadlo, 2 LPC, 10 HPC, 2 HPT, 3 LPT | 1 dmychadlo, 10 HPC, 2 HPT, 3 LPT | 1 dmychadlo, 10 HPC, 2 HPT, 3 LPT |
| Tah                    | 68,4 kN                           | 95,33 kN                                 | 75,2 kN                           | 67,8 kN                           |
| Suchá hmotnost         | 1818,4 kg                         | 2085 kg                                  | 1635,2 kg                         | 1828,8 kg                         |
| Poměr tah / hmotnost   | 3.84                              | 4.66                                     | 4.69                              | 3.77                              |
| Délka                  | 4669 mm                           | 3738 mm                                  | 3297 mm                           | 4809 mm                           |
| Ot/min. rotoru         |                                   | LP: 6096, HP: 16 661                     |                                   | LP: 7431, HP: 19 000              |
| Průměr dmychadla       | 122 cm                            | 147 cm                                   | 127 cm                            | 123 cm                            |
| Obtokový poměr         | 3,84:1                            |                                          | 4,1:1                             | 4,8:1.                            |
| Celkový poměr stlačení |                                   |                                          |                                   | 43:1                              |